# Hubert Schwarz
Pour les articles homonymes, voir Schwarz.
Hubert Schwarz, né le 13 septembre 1960 à Oberaudorf, est un sauteur à ski et spécialiste allemand du combiné nordique.
Il est champion olympique dans l'épreuve par équipe en 1988. Trois ans auparavant, il avait conquis le titre de champion du monde à Seefeld toujours dans la même épreuve par équipe. Son meilleur classement en Coupe du monde est une troisième place en 1985. Il se retire en 1989.

## Palmarès

### Jeux olympiques
| Épreuve / Édition | Épreuve / Édition | Lake Placid 1980 | Sarajevo 1984 | Calgary 1988 |
| Combiné nordique  | Individuel        | 9e               | 24e           | 13e          |
| Combiné nordique  | Par équipes       |                  |               | Or           |
| Saut à ski        | Petit tremplin    | 25e              |               |              |
| Saut à ski        | Grand tremplin    | 41e              |               |              |

### Championnats du monde
| Épreuve / Édition | Épreuve / Édition | Oslo 1982 | Rovaniemi 1984 | Seefeld 1985 |
| Combiné nordique  | Par équipes       | 4e        | 5e             | Or           |

### Coupe du monde de combiné nordique
- Meilleur classement général : 3e en 1985.
- 6 podiums dont 1 victoire (1 en individuel).

### Coupe du monde de saut à ski
- Meilleur classement général : 38e en 1980.
- Meilleur résultat : 11e.